# Estádio Franso Hariri
O Estádio Franso Hariri é um estádio multiesportivo na cidade de Erbil, no Curdistão iraquiano. É a casa do Erbil Sport Club e da Seleção Iraquiana de Futebol. Tem capacidade para 28 mil pessoas.

## Ligações Externas
- Página do estádio no Facebook